# Lijst van Belgische kabinetsmedewerkers
Dit is een lijst van kabinetsmedewerkers, dat wil zeggen medewerkers die door een minister van een Belgische regering zijn aangesteld.

## A
- Dirk Achten
- Bright Adiyia
- Wim Adriaens
- Hugo Adriaensens
- Rudy Aernoudt
- Fouad Ahidar
- Paul Akkermans
- André Alen
- Hannes Anaf
- Eric André
- Lieven Annemans
- Bernard Anselme
- Peter Frans Anthonissen
- André Antoine
- Antonios Antoniadis
- Khalil Aouasti
- Marie Arena
- Joseph Arens
- Loubna Azghoud

## B
- Louis Baeck
- Denis Baeskens
- Gustaaf Baeteman
- Luc Barbé
- Michel Barbeaux
- Victor Barbeaux
- Jules Bary
- Clémentine Barzin
- Yves Bastaerts
- Caroline Bastiaens
- André Bastien
- Jacques Basyn
- Maurice Bayenet
- Hugues Bayet
- Marc Beckwé
- Sonja Becq
- Philippe Beinaerts
- August Belaen
- Talbia Belhouari
- Peter Bellens
- Sofia Bennani
- Gerard Bergers
- Jan Bertels
- Françoise Bertieaux
- Alexia Bertrand
- Stijn Bex
- Véronique Bidoul
- Olivier Bierin
- Robert Blommaert
- Jeannine Blomme
- Jean Bock
- Marcel Bode
- Jean-Jacques Boelpaepe
- Maurice Bologne
- André Bondroit
- Véronique Bonni
- Jean Boon
- Fons Borginon
- René Borremans
- Willy Borsus
- Félicien Bosmans
- Jos Bosmans
- Peter Bossu
- Yvan Bostyn
- Robrecht Bothuyne
- Éric Bott
- Georges-Louis Bouchez
- Gaston Bouckaert
- Laurence Bovy
- Rik Branson
- Paul Breyne
- Michèle Bribosia-Picard
- Saskia Bricmont
- Jo Brouns
- Eddy Bruyninckx
- Luc Bungeneers
- Katleen Bury
- Mariette Buyse
- Piet Buyse

## C
- Alfred Cahen
- Jurgen Callaerts
- Ludwig Caluwé
- Kristof Calvo
- Georges Cardoen
- Hendrik Carette
- Bart Caron
- Juan Cassiers
- Etienne Cerexhe
- Jan Ceuleers
- Estelle Ceulemans
- Ridouane Chahid
- Paul Charles
- Grégory Chintinne
- An Christiaens
- Allessia Claes
- Urbain Claeys
- Margot Cloet
- Arnout Coel
- Luc Coene
- Steven Coenegrachts
- Ingrid Colicis
- Jacques Collart
- Robert Collignon
- René Collin
- Bruno Colmant
- Rik Coolsaet
- Stefan Cornelis
- Hervé Cornillie
- Jan Cornillie
- Willy Cortois
- Wim Coumans
- Philippe Courard
- Veronica Cremasco
- Patricia Creutz-Vilvoye
- Pierre Crevits
- Paul Crokaert
- John Crombez
- Fabian Culot
- Fabrice Cumps
- Rony Cuyt
- Aurélie Czekalski

## D
- Rik Daems
- Rudi Daems
- Adhémar d'Alcantara
- Benjamin Dalle
- Herman Dams
- Auguste d'Anethan
- Koen Daniëls
- Harold Charles d'Aspremont Lynden
- Jean-Pierre Dauby
- Étienne Davignon
- Bianca Debaets
- Eugène de Barsy
- Norbert De Batselier
- Pierre-Emmanuel De Bauw
- Hans De Belder
- Jean-Emmanuel de Bethune
- Louis-Marie de Bethune
- Sabine de Bethune
- Emmanuel De Bock
- Jan De Bock
- Herman De Bode
- Luc De boeck
- Yves de Brouwer
- Achille Debrus
- Jean Debucquoy
- Valérie De Bue
- Stefaan De Clerck
- Kris Declercq
- Raoul Declercq
- Yannick De Clercq
- Dirk De Cock
- Frans De Cock
- Monica De Coninck
- Pieter De Crem
- Sandrine De Crom
- Armand De Decker
- Ludivine Dedonder
- Vic De Donder
- François-Xavier de Donnea
- Guillaume Defossé
- Léon Defosset
- Christine Defraigne
- Raoul de Fraiteur
- Magda De Galan
- Jaak De Graeve
- Joseph De Grauw
- Eugène De Greef
- André Degroeve
- Julie De Groote
- Elisabeth Degryse
- Jean-Luc Dehaene
- Luc Dehaene
- Herman Dehennin
- Jean-Maurice Dehousse
- Christof Dejaegher
- Valérie Dejardin
- Yves de Jonghe d'Ardoye d'Erp
- Geertrui Mieke De Ketelaere
- Christine Dekkers
- Patrick De Klerck
- Paul De Knop
- Dirk de Kort
- Charles Delcour
- Jacques De Lentdecker
- Thierry Deleu
- Louis de Lichtervelde
- Albert de Ligne
- Jean-Marc Delizée
- Roger De Looze
- Albert Delpérée
- Jean-Marc Delporte
- Paul Delva
- Bram Delvaux
- Michel Demaret
- Caroline De Meerleer
- Julien Demeulenaere
- Nicole de Moor
- Rudy Demotte
- Maurice Denis
- Valérie Déom
- Nicole De Palmenaer
- Brigitte De Pauw
- Jenne De Potter
- Gérard Deprez
- Paul Deprez
- Bob De Richter
- Marguerite De Riemaecker-Legot
- Pierre-Yves Dermagne
- Jo De Ro
- Willy De Rudder
- Stefaan De Ruyck
- Johan De Ryck
- Luc De Ryck
- Mia De Schamphelaere
- Antonin de Selliers de Moranville
- Caroline Désir
- François De Smet
- François Desquesnes
- Willem Deswarte
- Michèle Detaille
- Simon Dethier
- Leona Detiège
- Didier Detollenaere
- Freddy De Vilder
- Laurent Devin
- Carl Devlies
- Maaike De Vreese
- Else De Wachter
- Marcia De Wachter
- Patrick Dewael
- Yves de Wasseige
- Mark Deweerdt
- Pierre De Weirdt
- Lodewijk De Witte
- Guy D'haeseleer
- Marcel D'Haeze
- Bart Dhondt
- Greta D'Hondt
- Hans D'Hondt
- Christian d'Hoogh
- Ghislain D'hoop
- Luc Dhoore
- Stephanie D'Hose
- Steve D'Hulster
- Michel Didisheim
- Ludo Dierickx
- Manu Diericx
- Boris Dilliès
- Manu Disabato
- Benoît Dispa
- Elio Di Rupo
- Didier Donfut
- Philippe Donnay
- Joy Donné
- Mia Doornaert
- Willem Draps
- Benoît Drèze
- Jérémie Drouart
- Abel Dubois
- Xavier Dubois
- Daniel Ducarme
- Denis Ducarme
- Julien Dufaux
- Germain Dufour
- Anthony Dufrane
- Patrick Duinslaeger
- William Dumazy
- Ferdinand Dupont
- Léo d'Ursel
- Antoine Duquesne
- Martine Durez
- Jan Durnez
- Sophie Dutordoir
- Charles d'Ydewalle

## E
- Jan Eeman
- Jules Eerdekens
- Isidore Egelmeers
- Saïd El Khadraoui
- Ahmed El Khannouss
- Isabelle Emmery
- René Evalenko
- Vic Everaet
- Gaston Eyskens

## F
- Bruno Fagnoul
- Pierre Falize
- Donald Fallon
- Françoise Fassiaux-Looten
- Hendrik Fayat
- Valmy Féaux
- Julie Fernandez Fernandez
- Michel Filleul
- Georges Flagothier
- Johan Fleerackers
- Philippe Fontaine
- Jean-Claude Fontinoy
- Michel Foret
- Jef Foubert
- Martine Fournier
- Luc Frank
- Theo Francken
- Lucien François
- Luc Frank
- Sylvain Frey

## G
- Katja Gabriëls
- Jacqueline Galant
- Sven Gatz
- Marc Geenen
- André Geens
- Koen Geens
- David Geerts
- Jacques Gennen
- Caroline Gennez
- Bernd Gentges
- Max-Léo Gérard
- Muriel Gerkens
- Véronique Ghenne
- Thierry Giet
- Marnix Gijsen
- Georges Gilkinet
- Nathalie Gilson
- Valérie Glatigny
- Laurence Glautier
- Jordan Godfriaux
- Aline Godfrin
- Edgard Goedleven
- Anne-Catherine Goffinet
- Derrick Gosselin
- Didier Gosuin
- Luc Goutry
- Jean-Pierre Grafé
- Jan Grauls (diplomaat)
- Jan Grauls (politicus)
- Marcel-Hubert Grégoire
- Alda Greoli
- Denis Grimberghs
- Herbert Grommes
- Celia Groothedde
- Mathieu Grosch
- Gwenaëlle Grovonius
- Andries Gryffroy
- Luc Gustin
- Camille Gutt

## H
- Jannie Haek
- Bart Halewyck
- Jean Hallet
- Huberte Hanquet
- Michel Hansenne
- Jean-Marie Happart
- Maxime Hardy
- Philippe Haspeslagh
- Paul Hatry
- Stéphane Hazée
- Pierre Hazette
- Marc Hendrickx
- Olivier Henin
- Olivier Henry
- Philippe Henry
- Fernand Herman
- Merry Hermanus
- Jacqueline Herzet
- Hendrik Heyman
- Jean Hilgers
- Edgard Hismans
- Liesbeth Homans
- Marc Hordies
- Robert Hotyat
- Robert Houben
- Vincent Houssiau
- Jacques Hoyaux
- Emily Hoyos
- Claudy Huart
- Claude Hubaux
- Claire Hugon
- Alain Hutchinson
- Jan Huyghebaert
- Sara Huysmans

## I
- Yamila Idrissi
- Jamal Ikazban
- Yngvild Ingels
- Jean-François Istasse
- Patrick Itschert

## J
- Kattrin Jadin
- Véronique Jamoulle
- Henri Janne
- Daniel Janssen
- Nicolas Janssen
- Franz Janssens
- Gérard Jaumain
- Pierre-Yves Jeholet
- Karin Jiroflée
- Cécile Jodogne
- Filiep Jodts
- Daniel Josse
- Marc Justaert

## K
- Assita Kanko
- Gladys Kazadi
- Ward Kennes
- Koen Kennis
- André Kenzeler
- Roger Kerryn
- Mimi Kestelijn-Sierens
- Katrien Kesteloot
- Stephan Keukeleire
- Marino Keulen
- Els Keytsman
- Yasmine Kherbache
- Serdar Kilic
- Eric Kirsch
- Kristine Kloeck
- Fernand Koekelberg
- Serge Kubla

## L
- Fadila Laanan
- Ahmed Laaouej
- Christophe Lacroix
- Maurice Lafosse
- Luc Lallemand
- Karine Lalieux
- Anne Lambelin
- Philippe Lamberts
- Stéphanie Lange
- Raymond Langendries
- Emile Langui
- Nahima Lanjri
- Sabine Laruelle
- David Lavaux
- Michel Lebrun
- Edmond Leburton
- Tommy Leclercq
- Alain Leduc
- Bruno Lefebvre
- Louis Lefebvre
- Véronique Lefrancq
- Gérard le Hardÿ de Beaulieu
- Josée Lejeune
- Roland Lemoine
- Jean-Marie Léonard
- Fons Leroy
- Valérie Lescrenier
- Roger Lespagnard
- Marc Lestienne
- André L'Homme
- Laurence Libert
- Albert Liénard
- Eric Lomba
- Louis Darms
- Benoît Lutgen
- Guy Lutgen

## M
- Rachid Madrane
- Bert Maertens
- Georges Maes
- Christophe Magdalijns
- Olivier Maingain
- Pierre Mainil
- Pierre Maistriaux
- Léon Malisoux
- Gisèle Mandaila Malamba
- Etienne Mangé
- Robert Marchal
- Roland Marchal
- Jean-Claude Marcourt
- Georges Marmenout
- Jean del Marmol
- Luc Martens
- Wilfried Martens
- Françoise Masai
- Denis Mathen
- Guy Mathot
- Sara Matthieu
- Vanessa Matz
- Michel Maus
- Yvan Mayeur
- Philippe Maystadt
- Isabelle Mazzara
- Ivo Mechels
- Laurence Meire
- Sophie Mengoni
- Herman Mennekens
- Vincent Mertens de Wilmars
- Robert Meureau
- Alexander Miesen
- Jean Militis
- Richard Miller
- Joëlle Milquet
- Wim Moesen
- Georges Monard
- Jos Monballyu
- Philippe Monfils
- Peter Moors
- Jacques Morel
- Patrick Moriau
- Christie Morreale
- Catherine Moureaux
- Philippe Moureaux
- Henri Mouton
- Georges Mundeleer
- Dirk Musschoot
- Gerda Mylle

## N
- Nadia Naji
- Fernand Nédée
- Staf Neel
- Pierre Nihoul
- Alain Nimegeers
- Stefaan Noreilde
- Raymond Nossent
- Jeanne Nyanga-Lumbala
- Hugo Nys

## O
- Greet Op de Beeck
- Tom Ongena
- Funda Oru
- Jozef Ostyn

## P
- Dieter Pankert
- Luc Paque
- Nicolas Parent
- Fernand Parmentier
- Jean-Pierre Pauwels
- Marc Pecsteen de Buytswerve
- Albert Peeters
- Flor Peeters
- Leo Peeters
- Theo Peeters
- Koen Pelleriaux
- Géraldine Pelzer-Salandra
- François Perin
- François Persoons
- Léon Pétillon
- Jan Peumans
- Jean-Paul Philippot
- Guy Pierard
- Léon Pierco
- Hubert Pierlot
- Andy Pieters
- Trees Pieters
- Jasper Pillen
- Eric Pinoie
- Karel Pinxten
- Ivan Pittevils
- Stefaan Platteau
- Magali Plovie
- Jean-Pol Poncelet
- Joris Poschet
- Charles Poswick
- Prosper Poswick
- Christine Poulin
- Edouard Poullet
- Raymond Pulinckx
- Olivia P'tito

## Q
- Bernard Quintin

## R
- Lucien Radoux
- Albert Raes
- Souad Razzouk
- Léon Remacle
- Marcel Remacle
- Raf Renard
- Didier Reynders
- Robert Reynders
- Monique Rifflet-Knauer
- Vincent Riga
- Joël Riguelle
- Sabine Roberty
- Els Robeyns
- Dirk Rochtus
- Jan Roegiers
- Elke Roex
- Kris Rogiers
- Philippe Roland
- Henri Rolin
- Jean Rolland
- Louis Rombaut
- Axel Ronse
- Jan Ronse
- Peter Roose
- Annemie Roppe
- Robert Rothschild
- Conner Rousseau
- François Roux
- Gwendolyn Rutten
- Björn Rzoska

## S
- Mourad Sahli
- Ludo Sannen
- Jacques Santkin
- Guy Saulmont
- Viviane Scholliers
- Hans Schoofs
- Etienne Schouppe
- Frank Schuermans
- Martine Schüttringer
- Robert Senelle
- Daniel Senesael
- Christine Servaes
- Jean-Paul Servais
- Charles Servaty
- Henri Simonet
- Bercy Slegers
- Geertje Smet
- Pascal Smet
- Miet Smet
- Jan Smets
- Philippe Smits
- Jean-Paul Snappe
- Bernard Snoy
- Thérèse Snoy
- Jean-Charles Snoy et d'Oppuers
- Rachel Sobry
- Jeroen Soete
- Liesbet Sommen
- Fernand Spaak
- Paul-Henri Spaak
- Guy Spitaels
- Jean Spreutels
- Jos Stassen
- Chris Steenwegen
- Antoon Steverlynck
- Edmund Stoffels
- Annelies Storms
- Eric Stroobants
- Marcel Strougmayer
- Dominique Struye de Swielande
- Louis-Paul Suetens
- Eric Suy
- Raf Suys
- André Sweert
- Lambert Swerts

## T
- Valerie Taeldeman
- Willy Taelman
- Paul Tant
- Antoine Tanzilli
- Caroline Taquin
- Marc Tarabella
- Muriel Targnion
- Pierre Tasset
- Karin Temmerman
- Anissa Temsamani
- Peter Terryn
- Raf Terwingen
- Wim Terwingen
- Sophie Thémont
- Klaartje Theunis
- Marianne Thyssen
- Jeroen Tiebout
- Jacques Timmermans
- Paul Timmermans
- Philippe Tison
- Juan t'Kint de Roodenbeke
- Herman Todts
- Éric Tomas
- Ine Tombeur
- Bart Tommelein
- Alain Top
- Ergün Top
- Luc Toussaint
- Annemie Turtelboom

## U
- Yves Urbain
- Ilse Uyttersprot

## V
- Cécile Vainsel
- Frank Van Acker
- Gerard Van Acker
- Steven Vanackere
- Karel Lodewijk van Arenberg
- Danny Van Assche
- Marcel Vanaudenhove
- Jean-Paul Van Bellinghen
- Elie Van Bogaert
- Jozef Van Bree
- Kathleen Van Brempt
- Emiel Van Broekhoven
- Bea Van Buggenhout
- Ernest Van Buynder
- Karel Van Cauwelaert de Wyels
- Jean-Claude Van Cauwenberghe
- Jean-Paul Vancrombruggen
- Frans Van Daele
- Dirk Van Damme
- Gert Vande Broek
- Annemie Van de Casteele
- Jean Vandecasteele
- Lien Van de Kelder
- Johan Vande Lanotte
- Jaak Vandemeulebroucke
- Michel Vanden Abeele
- Jef Van den Bergh
- Hugo Vandenberghe
- Mathias Vanden Borre
- Joris Vandenbroucke
- Michiel Vandenbussche
- Paul Vandenbussche
- Ludwig Vandenhove
- Jan van den Nieuwenhuijzen
- Edgard Van De Pontseele
- Robert Vandeputte
- Joël Vander Elst
- Léon van der Elst
- Léon van der Essen
- Maurits Vande Reyde
- Dirk Van der Maelen
- Bruno van der Pluijm
- Willy Vanderstappen
- Christine Vanderveeren
- Jeanne Vandervelde-Beeckman
- Toon Vandeurzen
- Aloïs Van de Voorde
- Claude Van de Voorde
- Willem van de Voorde
- Robert Vandezande
- Jozef Van Eetvelt
- Karel Van Eetvelt
- Gaëtan Van Goidsenhoven
- Greet van Gool
- Anne Van Haesendonck
- Tina Van Havere
- Firmin Van Hecke
- Stefaan Van Hecke
- Guy Vanhengel
- David Van Herreweghe
- Gorik Van Holen
- Albert van Houtte
- Jean Van Houtte
- Maurice Vanhoutte
- Emiel Vanijlen
- Marcel van Jole
- Anne Van Lancker
- Mark Vanleeuw
- Jurgen Vanlerberghe
- George Van Lidth de Jeude
- Koen Van Loo
- Sanne Van Looy
- Karl Vanlouwe
- Frank Van Massenhove
- Freddy Vanmassenhove
- Dirk Van Mechelen
- Karel Van Miert
- Philippe Van Muylder
- Jacques Van Offelen
- Pierre van Outryve d'Ydewalle
- Raynier van Outryve d'Ydewalle
- Iris Van Riet
- Herman Van Rompuy
- Peter Van Rompuy
- Sas van Rouveroij
- Kurt Vanryckeghem
- Gaston Van Tichelt
- Paul Van Tigchelt
- Louis Vanvelthoven
- Tuur Van Wallendael
- John van Waterschoot
- Els Van Weert
- Jacques van Ypersele de Strihou
- Hilde Vautmans
- Valère Vautmans
- Henri Velge
- Caroline Ven
- Johan Verbeke
- Thijs Verbeurgt
- Josée Vercammen
- Fernand Vercauteren
- Patrick Vercauteren Drubbel
- Kris Verduyckt
- Carl Vereecke
- Joris Verhaegen
- Jan Verheyden
- Sabine Vermeulen
- Piet Vermeylen
- Fons Verplaetse
- Ann Verreth
- Karel Verschueren
- Luc Versele
- Geert Versnick
- Arnaud Verstraete
- Bob Verstraete
- Mario Verstraete
- Rudi Vervoort
- Herman Verwilst
- Christiane Vienne
- Cédric Visart de Bocarmé
- Jean-Jacques Viseur
- Gerd Völl
- Michaël Vossaert
- Laurent Vrijdaghs
- Luc Vuylsteke de Laps

## W
- Stefan Walgraeve
- Willem Wallyn
- Véronique Waterschoot
- Arthur Wauters
- Axel Weydts
- Johann Weynand
- Ben Weyts
- David Weytsman
- Félix Wielemans
- Magdeleine Willame-Boonen
- Lode Willems
- Laurence Willemse
- Philippe Wilmès
- Freddy Willockx
- Olivier Willocx
- Fabienne Winckel
- Geertrui Windels
- Roger Windels
- Dieter Wouters
- Pierre Wunsch

## Y
- Kenza Yacoubi
- Yvan Ylieff
- Clair Ysebaert

## Z
- Khadija Zamouri